# کرنریت
کرنریت  (به انگلیسی: Krennerite) با فرمول شیمیایی (AuAg)Te2 از مجموعه کانی هاست و از نام کانی شناس مجارستانی J.A.Krenner مشتق شده‌است. محلول در HNO3 Au:۳۲٫۹۹٪ Ag:۷٫۲۲٪ Te:۵۹٫۷۹٪ نسبت Au به Ag متغیر است. برای اولین بار در رومانی کشف شد و از نظر شکل بلور: بلورهای کوتاه، رنگ: سفیدنقره‌ای یا زردشیری روشن، شفافیت: کدر(اپاک)، جلا: فلزی، رخ: کامل مطابق با سطح، سیستم تبلور: ارترومبیک و در رده‌بندی تلورور است و منشأ تشکیل آن هیدروترمال است.
همایند کانی‌شناسی (پارانژ) آن سیلوانیت - پتزیت - کالاوریت- سیلوانیت- کالاوریت- طلا- پیرروتیت- پیریت است.
کاربرد آن: کانسار طلا، از نظر ژیزمان بلوری - آگرگاتهای دانه‌ای تقریباً کمیاب است و بیشتر در رومانی، آمریکا و استرالیا یافت می‌شود.